# Anna Banti
Anna Banti, właśc. Lucia Lopresti (ur. 27 czerwca 1895 we Florencji, zm. 2 września 1985 w Massie) – włoska pisarka, historyczka sztuki oraz tłumaczka.
Anna Banti zajmowała się krytyką artystyczną, literaturą piękną, tłumaczeniami oraz pracami popularnonaukowymi. Opracowała kilka monografii z historii sztuki (przykładowo o Lorenzo Lotto, Velazquezie czy Monecie), pisała opowiadania i powieści historyczne, tłumaczyła na włoski z angielskiego i z francuskiego (na przykład: Wolf; Alain-Fournier; Colette; Austin; Dafoe), była autorką wielu esejów dotyczących literatury. Światową sławę przyniosła jej powieść Artemisia o malarce Artemizji Gentileschi.
W 1919 ukończyła studia literackie na Sapienzy. Prywatnie była żoną historyka sztuki Roberto Longhiego, razem z nim wydawała czasopismo Paragone. 11 lat po jego śmierci wydała autobiograficzną książkę Un grido lacerante, której główna bohaterka, Agnese Lanzi, uchodząca za alter ego autorki, sfrustrowana historyczka sztuki, żyjąca w cieniu sławnego męża, zostawia historię sztuki dla literatury oraz pisze pod pseudonimem, żeby móc realizować swoje ambicje zawodowe.

## Powieści
- Itinerario di Paolina, Rzym, 1937
- Sette lune, Mediolan, 1941
- Artemisia, Florencja, 1947
- Il bastardo, Florencja, 1953;
- La casa piccola, Mediolan, 1961
- Le mosche d’oro, Mediolan, 1962
- Noi credevamo, Mediolan, 1967
- La camicia bruciata, Mediolan, 1973
- Un grido lacerante, Mediolan, 1981

## Nagrody
- Nagroda Bagutta w 1972[3]
- Nagroda Feltrinelli w 1981[4]

## Odznaczenia
- Kawaler Krzyża Wielkiego Orderu Zasługi Republiki Włoskiej[5]